# Iglesia de Nuestra Señora de Rocamador (Valencia de Alcántara)
La iglesia de Nuestra Señora de Rocamador es un templo católico ubicado en la localidad española de Valencia de Alcántara, en la provincia de Cáceres. Es de estilo gótico y data del siglo XVI con portada del siglo XVIII. Fue declarada Monumento histórico-artístico en 1981. Está en el Barrio Gótico, cerca del castillo.

## Descripción
La iglesia de Nuestra Señora de Rocamador se encuentra en la localidad cacereña de Valencia de Alcántara, perteneciente a la comunidad autónoma de Extremadura. El templo, cuya su construcción se remonta a los siglos XV-XVI, es de estilo gótico.
Además de la imagen de la Virgen de Rocamador, en su interior se halla un interesante retablo barroco de José de Churriguera y una obra de Luis de Morales «el Divino» de gran valor artístico: La Virgen y los Santos Juanes. 
Esta iglesia está construida sobre otra románica, de la que se aprovecharon los muros traseros.
En este templo tuvo lugar en 1497 el enlace regio entre la princesa Isabel, primogénita de los Reyes Católicos, y el rey de Portugal Manuel «el Afortunado», asistiendo al compromiso la propia reina Isabel de Castilla, y desde 2004 recordado en el Festival Transfronterizo Boda Regia.

## Estatus patrimonial
El 30 de octubre de 1981 la iglesia fue declarada monumento histórico-artístico, de carácter nacional, mediante un real decreto publicado el 18 de enero del año siguiente en el Boletín Oficial del Estado, con la rúbrica del rey Juan Carlos I y del entonces ministro de Cultura, Íñigo Cavero Latalaillade. En la actualidad tiene la consideración de Bien de Interés Cultural.